# Esoteric circle
Esoteric circle was in eerste instantie een studioalbum van The Esoteric Circle, een jazz-ensemble, dat samengesteld was door muziekproducent en musicus George Russell. Het album maakte rond het uitkomen weinig indruk. Toen later de ster van bandlid Jan Garbarek in Europa verder rees werd hetzelfde album uitgebracht onder zijn naam. Ook de naam van de in bekendheid rijzende gitarist Terje Rypdal werd toen op de platenhoes vermeld.
In 1968 had Garbarek de eerste prijs gewonnen van de Noorse Jazz Federatie. Hij zat toen in een trio met Arild Andersen en Jon Christensen. Hij nam ook al muziek op met Karin Krog. Garbarek, Andersen en Christensen werden regelmatig door Russell ingeschakeld om zijn muziek op te nemen. Hetzelfde gold voor Rypdal. Zo kwamen deze vier talenten bij elkaar. Na dit album pikte het Duitse platenlabel ECM Records de heren op, waarbij de vier heren allerlei albums uitgaven. 
Het album laat een aantal stijlen horen. Garbarek volgde zijn voorbeelden zoals Sonny Rollins en John Coltrane, maar ook de (dan) toekomstige gitaarstijl van Rypdal is te horen. 

## Musici
- Jan Garbarek – tenorsaxofoon
- Terje Rypdal- gitaar
- Arild Andersen – basgitaar
- Jon Christensen – slagwerk

## Muziek
| Nr. | Titel           | Duur |
| --- | --------------- | ---- |
| 1.  | Traneflight     | 2:51 |
| 2.  | Rabalder        | 8:15 |
| 3.  | Esoteric circle | 5:22 |
| 4.  | Vips            | 5:40 |
| 5.  | SAS 644         | 8:49 |
| 6.  | Nefertite       | 2:05 |
| 7.  | Gee             | 1:10 |
| 8.  | Karin’s mode    | 7:30 |
| 9.  | Breeze ending   | 3:39 |